# Selección femenina de hockey sobre hierba de Canadá
La selección femenina de hockey sobre césped de Canadá es el equipo nacional que representa a Canadá en las competiciones internacionales femeninas de hockey sobre césped.

## Resultados

### Juegos Olímpicos
- Los Ángeles 1984: 5.º
- Seúl 1988: 6.º
- Barcelona 1992: 7.º

### Campeonato Mundial
- 1978: 5.º
- 1981: 5.º
- 1983: 2.º
- 1986: 3.º
- 1990: 10.º
- 1994: 10.º

### Champions Trophy
- 1987: 4.º
- 1989: 6.º

### Juegos de la Mancomunidad
- 1998: 2.º
- 2002: 7.º
- 2006: 8.º
- 2010: 6.º
- 2014: 4.º

### Liga Mundial
- 2012-13: 15.º
- 2014-15: 14.º

### Juegos Panamericanos
- 1987: 3.º
- 1991: 2.º
- 1995: 3.º
- 1999: 3.º
- 2003: 5.º
- 2007: 5.º
- 2011: 4.º
- 2015: 3.º

### Copa Panamericana
- 2001: 3.º
- 2004: 3.º
- 2009: 5.º
- 2013: 3.º
- 2017: 4.º